# Antonín Puč
Antonín Puč (Jinonice, 16 maggio 1907 – Praga, 18 aprile 1988) è stato un calciatore cecoslovacco, di ruolo attaccante.

## Carriera

### Club
Cresciuto calcisticamente nel Čechie Smíchov e nel SK Smíchov, trascorse la maggior parte della sua carriera a livello di club con lo Slavia Praga. Giocò anche nel Viktoria Žižkov.
Fu per 2 volte capocannoniere del campionato cecoslovacco di calcio nel 1927 (a pari merito con Josef Šíma) e nel 1929.

### Nazionale
Militò nella Nazionale di calcio della Cecoslovacchia dal 1926 al 1939, partecipando a 2 edizioni del campionato mondiale di calcio nel 1934 e nel 1938; in particolare, in quella del 1934 mise a segno due gol, di cui il secondo aveva portato momentaneamente in vantaggio la Cecoslovacchia nella finalissima contro l'Italia, poi persa per 2-1. All'epoca era ritenuto tra i giocatori più famosi della propria nazionale.
Con 35 reti realizzate in 61 presenze, risulta essere il miglior marcatore di sempre nella storia della Nazionale cecoslovacca.

## Palmarès

### Giocatore

#### Club

##### Competizioni nazionali
- Campionato cecoslovacco: 7

Slavia Praga: 1928-1929, 1929-1930, 1930-1931, 1932-1933, 1933-1934, 1934-1935, 1936-1937

##### Competizioni internazionali
- Coppa dell'Europa Centrale: 1

Slavia Praga: 1938

#### Individuale
- Capocannoniere del campionato cecoslovacco: 2

1927 (13 reti, assieme a Josef Šíma), 1928-1929 (13 reti)